# 马特·利维
马特·利维（英語：Matt Levy，1987年1月11日—），澳大利亚男子游泳运动员。他曾代表澳大利亚参加2004年、2008年、2012年、2016年和2020年夏季残疾人奥林匹克运动会游泳比赛，获得三枚金牌、一枚银牌和五枚铜牌。